# Moutiers-Saint-Jean
Moutiers-Saint-Jean település Franciaországban, Côte-d’Or megyében. Lakosainak száma 255 fő (2022. január 1.). Moutiers-Saint-Jean Fain-lès-Moutiers, Athie és Corsaint községekkel határos.

## Népesség
A település népességének változása:
| Lakosok száma | 286  | 292  | 265  | 259  | 246  | 245  | 256  | 261  | 260  | 255  |
|               | 1968 | 1982 | 1990 | 2006 | 2013 | 2015 | 2017 | 2019 | 2020 | 2022 |